# Leptidea amurensis
Leptidea amurensis är en fjärilsart som först beskrevs av Ménétriés 1859.  Leptidea amurensis ingår i släktet Leptidea och familjen vitfjärilar. Inga underarter finns listade i Catalogue of Life.

## Bildgalleri

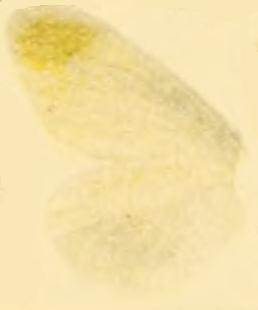
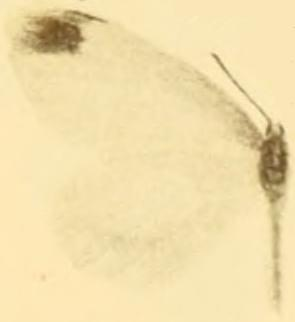